# Dolina Krzyżna

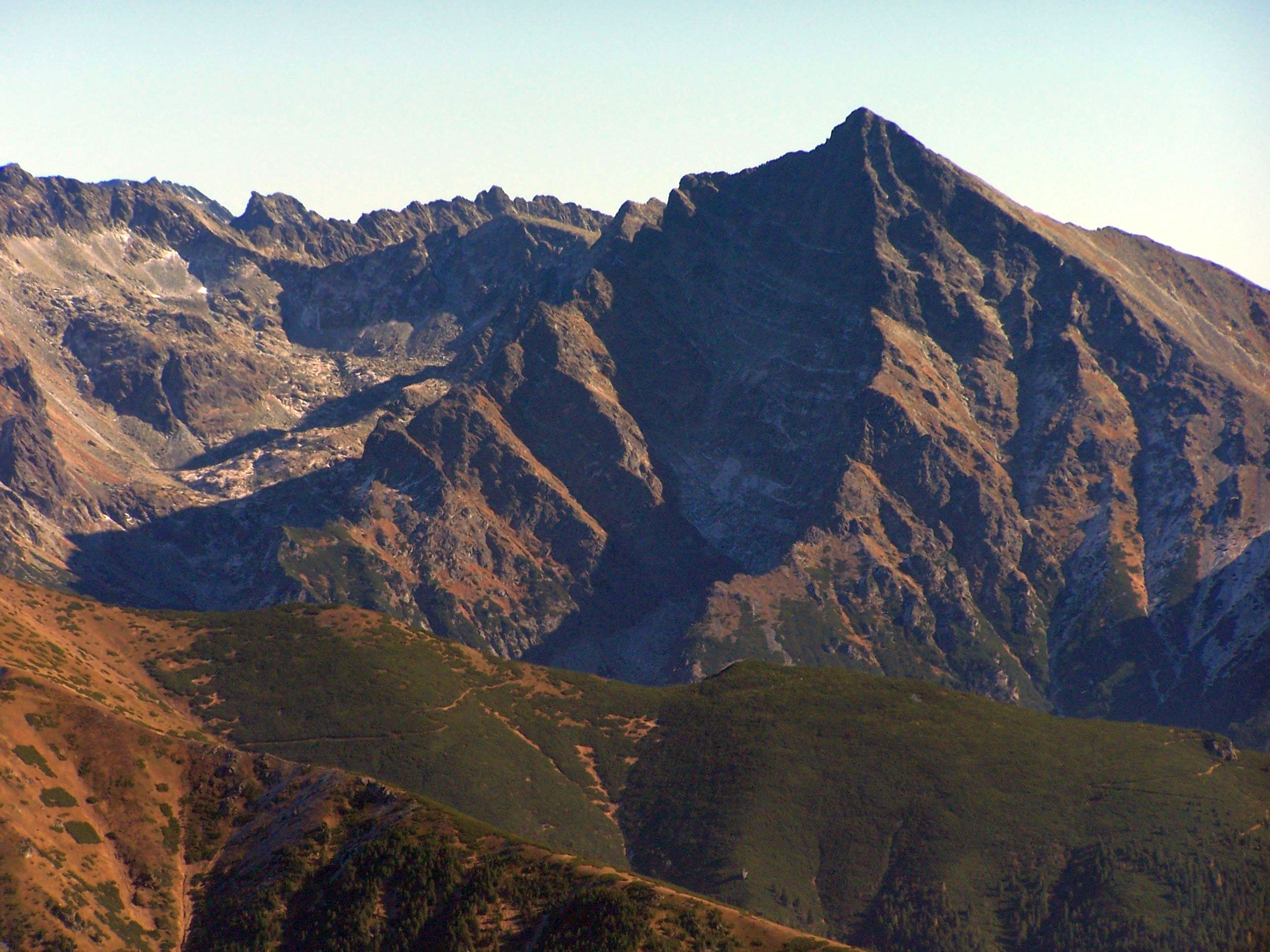
Górna część Doliny Krzyżnej i Wszywaki. U góry Krywań

Dolina Krzyżna (słow. Krížna dolina) – tatrzańska dolina położona na terenie Słowacji, dolne odgałęzienie Doliny Cichej (Tichá dolina) podchodzące pod Krzyżne Liptowskie (Krížne, 2039 m n.p.m.), którego ramiona oddzielają ją od sąsiednich dolin.
Dolina Krzyżna graniczy:
- od wschodu z Doliną Koprową (Kôprová dolina), oddzielona od niej granią Wszywaków (Všiváky, 1811 m),
- od północy z doliną Koprowicą (Kôprovnica), pomiędzy nimi góruje szczyt Małe Krzyżne Liptowskie (Malé Krížne, 1918 m),
- od zachodu z główną częścią Doliny Cichej, rozdziela je ramię Krzyżnego z kulminacją Szczyty (Štíty, 1453 m).

Rejon doliny zbudowany jest z łupków krystalicznych i gnejsów. Przez porośniętą lasem i kosodrzewiną dolinę płynie Krzyżny Potok (Krížny potok), zasilający Cichą Wodę Liptowską (Tichý potok). Dolina jest niedostępna dla turystów, od 1948 r. stanowi obszar ochrony ścisłej TANAP-u.
Pod koniec II wojny światowej w dolinie mieściła się baza oddziału partyzanckiego „Vysoké Tatry”. W listopadzie partyzanci zostali zaatakowani przez oddziały niemieckie i stoczyli z nimi potyczkę. Przypomina o tym ustawiony w 1968 r. pamiątkowy kamień w Dolinie Cichej na Niżniej Cichej Polanie, nieco powyżej wylotu Doliny Krzyżnej.